# Nova Nadejda, Haskovo
Nova Nadejda (în bulgară Нова Надежда) este un sat în comuna Haskovo, regiunea Haskovo,  Bulgaria. 

## Demografie
Componența etnică a satului Nova Nadejda
     Bulgari (65,31%)
     Romi (32,54%)
     Nicio identificare (2,14%)
     Altele (0%)
La recensământul din 2011, populația satului Nova Nadejda era de 467 locuitori. Din punct de vedere etnic, majoritatea locuitorilor (65,31%) erau bulgari, cu o minoritate de romi (32,54%). Pentru 2,14% din locuitori nu este cunoscută apartenența etnică.